# إبراهيم الإفريقي
إبراهيم الإفريقي كان حاكمًا لليمن في القرن التاسع في عهد الخلافة العباسية.
كان إبراهيم أحد أفراد بني شيبان، وعُيّن حاكمًا في عهد الخليفة المأمون (حكم من 813 إلى 833)، بدلًا من حصن بن المنهال. وفي النهاية اُستبدل بالحاكمين المشتركين نعيم بن الوضاح الأزدي والمظفر بن يحيى الكندي.

## ملحوظات
1. ↑  Al-Mad'aj 1988، صفحة 212; Van Arendonk 1919، صفحة 100; Bikhazi 1970، صفحة 29.